# Joppa lutzii
Joppa lutzii là một loài tò vò trong họ Ichneumonidae.